# Oliver Cromwell
Oliver Cromwell (ur. 25 kwietnia 1599 w Huntingdon, zm. 3 września 1658 w pałacu Whitehall w Londynie) – angielski polityk, główna postać angielskiej wojny domowej, lord protektor Anglii, Szkocji i Irlandii 1653–1658.

## Przodkowie
Był synem Roberta i Elżbiety ze Stewartów z hrabstwa Norfolk. Pochodził z rodziny szlacheckiej, która wzbogaciła się w XVI wieku dzięki Thomasowi Cromwellowi, urzędnikowi na dworze kardynała Wolseya. Następnym protektorem rodziny był pierwszy minister Henryka VIII. Ojciec Thomasa, Walter parał się rzemiosłem kowalskim. Ogromne bogactwo i majątek Thomas zbił na akcie supremacji Henryka VIII wydanym w 1534 roku i późniejszej konfiskacie mienia kościelnego. Thomas został pasowany na rycerza przez króla z dynastii Tudorów, otrzymał też niewielkie hrabstwo Huntingdon. Niedługo potem został oskarżony o zdradę stanu i ścięty z rozkazu Henryka VIII.

## Młodość
Oliver Cromwell wykształcenie odebrał w huntingdońskim kolegium. 23 kwietnia 1616 roku wyjechał na Uniwersytet w Cambridge, jednak musiał go opuścić po roku – po śmierci ojca zaopiekował się rodzinnym majątkiem i młodszym rodzeństwem. Nie był pilnym uczniem, nie znał żadnego języka obcego, w tym łaciny. Wyróżniał się w jeździe konnej, walce na kije i piłce nożnej. Na jego poglądy i osobowość istotny wpływ wywarł Tomasz Beard – nauczyciel z kolegium huntingdońskiego, autor pism i prac teologicznych, zagorzały purytanin.
W tym czasie rodzina Cromwella utraciła dawny prestiż i pozycję osiągniętą w XVI wieku. Przyczynił się do tego stryj Olivera (wnuk Ryszarda) o tym samym imieniu, prowadzący wystawne życie, przyjmujący m.in. króla Jakuba I Stuarta. Opuścił Huntingdon w 1627 roku. Rodzina zachowała status średniej szlachty.
Oliver Cromwell młodszy był głęboko religijnym, radykalnym purytaninem. W latach 1627–1640 miał doznać olśnienia, słysząc głos Boży i mając widzenia, które pozwoliły mu „z łaski Bożej” (jak twierdził) wybrać właściwą drogę.
W 1620 roku udał się do Londynu, gdzie zyskał doświadczenie prawnicze, wyróżniając się w tamtejszym środowisku dzięki protestanckiej gorliwości i zdolnościom oratorskim. 22 sierpnia 1620 roku poślubił Elizabeth Bouchier (1598–1665), córkę kupca Jamesa Bouchiera, z którą miał ośmioro dzieci:
- Roberta (1621–1639)
- Olivera jr. (1622–1644)
- Bridget (1624–1681), późn. żona C. Fleetwooda i Henry’ego Iretona
- Richarda (4 października 1626 – 12 lipca 1712), późn. lorda protektora Anglii i Szkocji
- Henry’ego(inne języki) (20 stycznia 1628 – 23 marca 1674), późn. lorda namiestnika Irlandii
- Elizabeth (1629–1658), późn. żonę J. Claypole’a
- Mary (9 lutego 1636 – 14 marca 1712), późn. żonę Thomasa Belasyse’a, 1. hrabiego Fauconberg
- Frances (1638–1720), późn. żonę R. Richa i sir Johna Russella, 4. baroneta, miała potomstwo z drugiego małżeństwa.

W 1628 roku Olivera wybrano po raz pierwszy na reprezentanta hrabstwa Huntington do Izby Gmin, lecz nie miał możliwości wykazania się w tej roli, ponieważ parlament szybko został rozwiązany przez króla Karola I (wygłosił tylko jedną mowę przeciwko biskupowi Richardowi Neile’owi). W 1631 roku odrzucił tytuł rycerski. Zajmował się hodowlą koni, polowaniami, lekturą pism purytańskich. Zapoznawał się ze strategią i techniką wojenną protestanckiego króla Szwecji – Gustawa Adolfa. Poza tym biernie obserwował sytuację w kraju i poczynania monarchy, rozważając w ostateczności wyjazd do Ameryki.

## Wódz podczas wojny domowej
Po zwołaniu 13 kwietnia 1640 roku tzw. Krótkiego Parlamentu, Cromwell został ponownie posłem do Izby Gmin, reprezentując tym razem okręg Cambridge. Ponowne zwołanie parlamentu 5 listopada 1640 roku (Długi Parlament) nie wnosiło zmian personalnych, wskutek czego Cromwell zasiadł w nim również, reprezentując ten sam okręg wyborczy. Dał się poznać jako doskonały mówca i śmiały polityk, często wyrażając głośno to, co obawiali się wypowiedzieć inni. W parlamencie ugruntowało to jego pozycję, na co wpływ miała również zażyłość z Johnem Hampdenem i znajomość z Johnem Pymem.
Po wypowiedzeniu wojny parlamentowi przez Karola I 22 sierpnia 1642 roku pod Nottingham i mobilizacji wojsk parlamentarnych, Cromwell stanął pod ich sztandarami. Początkowo dowodził 60 kawalerzystami, którymi byli chłopi z jego dóbr ziemskich (oddział ten był podstawą powstałej potem wyborowej kawalerii zwanej Ironsides).
Jako pierwszy jawnie wytykał złe przygotowanie wojsk przedstawicielstwa stanowego Anglii. Wiedział, że rzemieślnicy, wieśniacy i kupcy, nigdy nie uczestniczący w walkach, nie mogą skutecznie przeciwstawić się wyszkolonym i walczącym o własną pozycję szlachcicom, pod komendą wyrobionych dowódców (m.in. księcia Ruperta). Parlament potrzebował karnych fanatyków, których mógłby przeciwstawić zdeterminowanym rojalistom, a Cromwell umiał ich przyciągnąć. W sierpniu 1642 roku mówił o ludziach „oddanych sprawie”, którzy „bali się Boga i mieli sumienie”. Pierwszy i główny pobór odbył się z terenów tzw. Związku Wschodniego (zjednoczenie 6 hrabstw wsch. Anglii). W początku 1643 roku został pułkownikiem; w porównaniu z innymi jego regiment był stosunkowo liczny. Do kwietnia tegoż roku zwerbował 12 tys. ochotników. Jego oddziały były silnie zdemokratyzowane, zgodnie z duchem purytanizmu, o awansie decydowało nie pochodzenie, a zasługi i przydatność do służby kandydata, w czym zrywano z tradycjami feudalnymi.

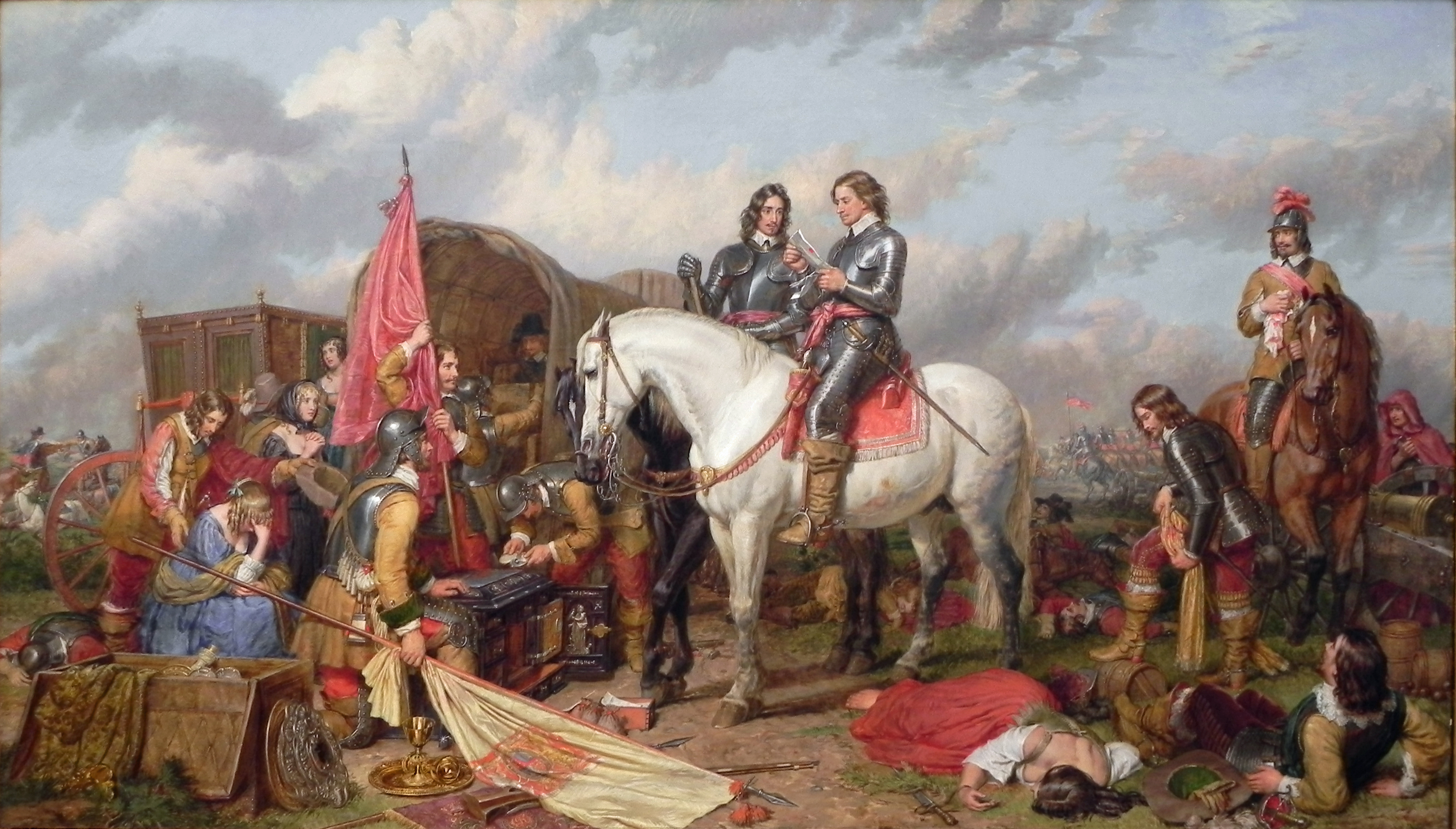
Oliver Cromwell pod Naseby

Podczas wojny w latach 1642–1645, naczelnym dowódcą sił Cromwella był hrabia Manchester, a później sir Thomas Fairfax. Mimo to, Cromwell odniósł liczne zwycięstwa: m.in. 13 maja 1644 roku pod Graham, 28 lipca 1644 roku pod Gainsborough, 11 października 1644 roku pod Winceby, 2 lipca 1644 roku na Marston Moor, co oznaczało początek końca władzy Karola I. Ostatnia bitwa wojny domowej rozegrała się 14 czerwca 1645 roku pod Naseby i zakończyła bezsprzecznym zwycięstwem wojsk parlamentu.

## Po wojnie
W parlamencie, który wówczas zajmował się głównie sporami religijnymi, ścierały się dwie frakcje: prezbiterian i independentów; istotą był spór o niezależność Kościoła od władz świeckich, o jego demokratyzację i zniesienie hierarchii kościelnej. Było to piętno, jakie odcisnęły na społeczeństwie tzw. wojny biskupie z lat 1639 i 1640. Oprócz tego parlamentarzyści zastanawiali się nad sposobem pozbycia się armii i jej głównych przywódców (przede wszystkim Cromwella), którzy spełnili już swe zadanie i stali się niewygodni. Zwycięstwo w tych sporach zdobył bardziej umiarkowany odłam purytanów – prezbiterianie, którzy zażądali złożenia przez oficerów ich wyznania wiary. Między innymi w następstwie działań parlamentu oraz prób jego ugody z pokonanym, lecz nadal prowadzącym intrygi monarchą, Cromwell 6 września 1647 roku zajął Londyn.
Cromwell uważał, że machina rewolucji za bardzo się rozpędziła, pociągnęła za sobą zmiany społeczne, gospodarcze, ustrojowe, religijne i nie można już było jej zatrzymać poprzez próbę przywrócenia starego porządku. Do tego jednak usilnie dążył parlament, wciąż częściowo wspierając Stuarta. Po zorientowaniu się w intrygach króla (którego Cromwell do końca 1648 r. wciąż poważał, szanował, a nawet chronił) oraz nie mogąc znieść uporu przedstawicielstwa stanowego, Cromwell 6 grudnia 1648 roku zmniejszył liczebność parlamentu z około 193 do posłusznych mu 50 osób poprzez usunięcie reprezentacji prezbiterian. Od tego czasu parlament znany był pod nazwą Kadłubowego. Jego postępowanie stało się bardziej radykalne. Musiał także rozwiązać wszystkie problemy związane z biedą i ruiną kraju wynikającą z wojny domowej, problemy religijne i związane z niezadowoleniem w armii. Dodatkowo w 1648 roku rojaliści wywołali powstanie w południowej Walii, szybko jednak stłumione. Udało im się jednak uzyskać poparcie Szkotów, którzy najechali na Anglię. Cromwell stawił im czoło i w dniach 17–19 sierpnia 1648 roku pokonał ich w swojej pierwszej samodzielnej bitwie pod Preston.
Cromwell zdecydował się również ostatecznie rozwiązać problem z monarchą. Jednym z kroków do tego prowadzących, równoznacznym ze spaleniem za sobą mostów, było powołanie Najwyższego Trybunału Sądowego i postawienie przed nim króla, który miał być wspólnym wrogiem wszystkich i przyczyną wszelkich nieszczęść kraju. 30 stycznia 1649 roku Karol I Stuart został publicznie ścięty. Domniemanym komentarzem Cromwella na to miały być słowa „smutna konieczność”. Oznaczało to także likwidację angielskiej monarchii i ogłoszenie w Anglii republiki (19 maja 1649 r.).
Kolejnym zadaniem Cromwella było „przywrócenie porządku” w Irlandii. Ta w większości katolicka wyspa pozostawała wierna Domowi Stuartów. Cromwell przybył na wyspę w sierpniu 1649 roku i pozostawał tam przez 9 miesięcy. 15 sierpnia przypłynął do Dublina. Następnie zajął porty Drogheda i Wexford. W każdym z tych miast Armia Nowego Wzoru dokonała masakry mieszkańców (3 500 w Drogheda i 2000 w Wexford). Po upadku Wexfordu (październik 1649 r.), Cromwell wysłał część swojej armii do Ulsteru, sam zaś przystąpił do oblężenia Waterford, Kilkenny i Clonmel na południowym wschodzie Irlandii. Przy oblężeniu pierwszego i ostatniego z tych miast doznał jednak porażki. Udało mu się jednak przeciągnąć na stronę parlamentu protestanckich rojalistów. 26 maja 1650 roku opuścił Irlandię, gdyż doszły go wieści, że syn Karola I, Karol II Stuart, został ogłoszony królem w Szkocji i szykuje się do najazdu na Anglię.

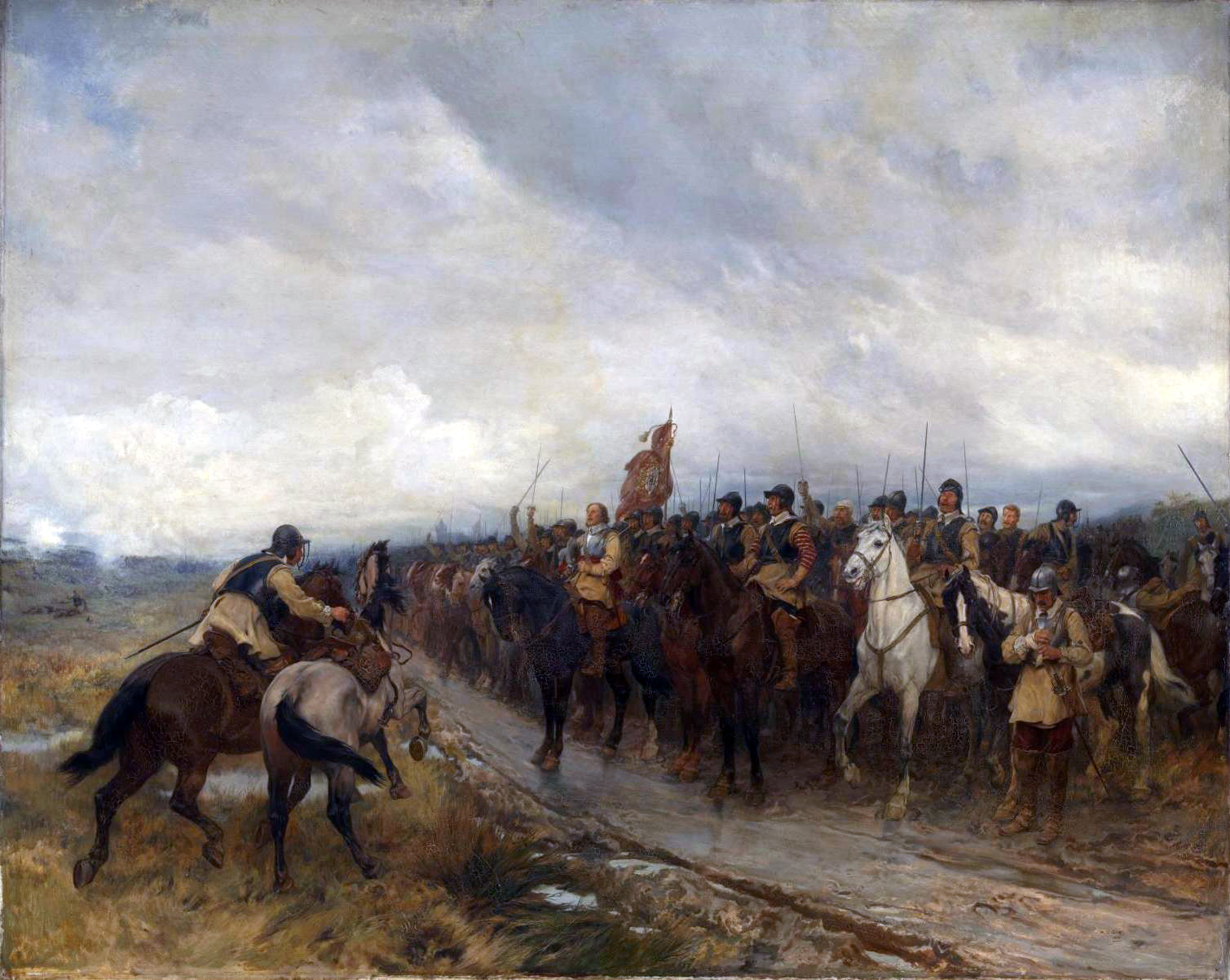
Oliver Cromwell pod Dunbar

W błyskawicznej kampanii latem 1650 roku Cromwell wyruszył na północ i 3 września rozbił szkockie wojska pod Dunbar. W 1651 roku Karol II i jego szkoccy sojusznicy próbowali zaatakować Anglię pod nieobecność Cromwella. Jednak ten wyruszając na południe doścignął rojalistów i 3 września zadał im ostateczną klęskę pod Worcester. Ukrywający się przez pewien czas Karol II w końcu uciekł do Francji; w Szkocji jeszcze kilkakrotnie wybuchały rojalistyczne powstania (największe w latach 1653–1655).
Między innymi dzięki Cromwellowi zostały uchwalone 9 października 1651 roku „akty nawigacyjne” – ustawy decydujące dla kształtowania merkantylizmu w Anglii.

## Lord protektor
Postępująca niewydolność Parlamentu Kadłubowego i zastój reform spowodowały zamach stanu 20 kwietnia 1653 roku. Cromwell powołał wtedy tzw. Mały Parlament, który jednak szybko upadł, nie spełniając praktycznie żadnej funkcji, a następnie postanowił rządzić samodzielnie. 16 grudnia 1653 roku proklamował konstytucję pod nazwą „Instrument Rządzenia”, która dawała mu pełnię władzy i przyjął tytuł lorda protektora Anglii, Szkocji i Irlandii.
W czasie swego protektoratu Oliver Cromwell wprowadził wiele reform, m.in. rewizję parlamentu, cenzus majątkowy do zasiadania w nim, zlikwidował i uporządkował w dużej części tzw. „zgniłe miasteczka”, zawarł pokój z Portugalią i Holandią (po wygranej I wojnie angielsko-holenderskiej, która wybuchła z powodu Aktów Nawigacyjnych) oraz sojusz ze Szwecją. Zaprowadził tolerancję wyznaniową (pozwolił wrócić do Anglii Żydom, których wygnał król Edward I w XIII w.), zapewnił ład wewnętrzny dzięki powołaniu policji. W 1656 roku zwołał ostatni parlament protektoratu, w którym sam nie mógł jednak odnaleźć właściwego sobie stronnictwa, a przedstawiciele stanów angielskich – zaprzestać sporów między sobą i w pełni zaufać lordowi protektorowi. Mimo to w 1657 roku parlament zaoferował Cromwellowi tytuł królewski w zamian za ograniczenie własnej władzy na rzecz parlamentu. Oznaczałoby to jednak zdegradowanie również roli oficerów, którzy w żaden sposób nie chcieli się na to zgodzić. Ostatecznie poprzestano na nieznacznym powiększeniu kompetencji urzędu protektoratu, zamieniając go w stanowisko dziedziczne. Miało to na celu w przyszłości złamanie zbyt silnej pozycji armii. Na to nie starczyło mu już jednak czasu.
Oliver Cromwell był niechętny Polsce ze względu na jej katolicyzm i ustrój demokracji szlacheckiej. Nakłaniał w związku z tym protestanckiego króla Szwecji Karola X Gustawa do wojny, wzywając go, aby utrącił róg (Polskę) na głowie bestii (Kościoła katolickiego). Przyczynił się w ten sposób do najazdu szwedzkiego na Rzeczpospolitą w 1655 roku (potop szwedzki).
3 września 1658 roku, w rocznicę zwycięstw pod Dunbar i Worcester, Oliver Cromwell, lord protektor Anglii, Szkocji i Irlandii zmarł. Przedwcześnie postarzały, być może otruty, miał wypowiedzieć słowa: „Dzieło moje skończone”. Utrwalił wszystkie zdobycze tego okresu, zmieniając na stałe oblicze Anglii, która od tej pory właściwie jemu zawdzięcza pozycję jednego z najważniejszych mocarstw świata.
Po restauracji Stuartów w kwietniu 1660 roku ciało lorda protektora zostało 30 stycznia 1661 roku usunięte z grobowca, publicznie powieszone na czas dłuższy, a następnie pochowane w nieznanym miejscu na terenie Londynu.

## Upamiętnienie i odwołania w kulturze popularnej
- Na jego cześć został nazwany brytyjski czołg pościgowy A27M Cruiser Tank VIII Cromwell.
- Został umieszczony na 10 miejscu na liście plebiscytu na „100 Najwybitniejszych Brytyjczyków” przeprowadzonego przez BBC.
- W 1989 powstała piosenka o Oliverze Cromwellu, opisująca najważniejsze wydarzenia z tamtejszej rewolucji. Autorami tekstu są członkowie grupy Monty Pythona, a muzyka to słynny polonez As-dur op. 53 Chopina.
- Jacek Kaczmarski napisał balladę Cromwell[3] inspirowaną dziejami rewolucji.
- Fiński zespół doom metalowy Reverend Bizarre na swojej drugiej płycie II: Crush the Insects zamieścił utwór zatytułowany Cromwell i poświęcony jego postaci.
- W roku 1970 powstał film pt. Cromwell poświęcony jego życiu i działalności (z Richardem Harrisem w roli tytułowej).
- W 2003 powstał film Zabić króla, ukazujący moment dojścia Cromwella do władzy.
- Brytyjski zespół rockowy New Model Army wziął swoją nazwę od Armii Nowego Wzoru (ang. New Model Army), której głównym inicjatorem oraz dowódcą jazdy był Oliver Cromwell.
- Brytyjski zespół celtic-rockowy The Pogues w utworze „Young Ned of the Hill” z albumu Peace and Love oskarża Cromwella o zgwałcenie ich ojczyzny, tj. Irlandii.